# Les Historiques

Les Historiques est une collection littéraire française de romances historiques créée par les éditions Harlequin Enterprises en 1992.

## Histoire
Durant les années 1970-1980, les romans « bodice rippers » (« déchireurs de corsage ») connaissent le succès aux États-Unis. Leurs couvertures et leurs histoires se déroulant dans le passé tranchent avec les romans sentimentaux classiques. Pour l'universitaire américaine, Ann Barr Snitow, « une sexualité masculine brutale est magiquement transformée en romance ». En 1980, la filiale française de la maison d'édition Harlequin lance la série Royale, une collection de romances historiques, dont des bodice rippers, se déroulant exclusivement au Moyen Âge et durant la Régence anglaise,. Comme les autres romans sériels des éditions Harlequin, ils sont de format court (environ 150 pages) et sont publiés dans des volumes doubles à partir du n°101.
En 1991, les éditions J'ai lu lance Aventures et Passions, une nouvelle collection de romances historiques, également inspirées des bodice rippers. Ils se démarquent des romans sériels en étant plus aboutis, plus longs (environ 350 pages) avec des auteurs « sélectionnés, plébiscités donc reconnus par un public moyen ». Harlequin réplique quelques mois plus tard avec sa nouvelle série Les Historiques dont le slogan est « Le tourbillon de l’Histoire et des passions amoureuses ». Ce n'est pas la première fois que des séries sont créées pour lutter contre la concurrence. Ainsi, Duo, l'ancienne marque de J'ai lu, avait sorti en 1983 une série Désir à couverture rouge vif. Peu de temps après, Harlequin créait Tentation une série du même style à couverture rouge vif.

## Titres

### 1 à 99
- Erin Yorke, Le précepteur de Clarissa, vol. 1
- Patricia Potter, Contre vents et marées, vol. 2
- Mary Daheim, Le baiser du bandit, vol. 3
- Erin Yorke, Les mariés d'Alexandrie, vol. 4
- Susan Johnson, Lisaveta et le prince blanc, vol. 5
- Isabel Whitfield, La vérité sur Shelly York, vol. 6
- Julie Tetel, Un mariage scandaleux, vol. 7
- Heather Graham Pozzessere, La fiancée apache, vol. 8
- Kit Gardner, La rebelle et le yankee, vol. 9
- Marianne Willman, L'aventure mexicaine, vol. 10
- Jo Ann Algermissen (en), Indomptable Laura Lee, vol. 11
- Maura Seger, La châtelaine d'Highcliff, vol. 12
- Deborah Simmons, Melissa, comtesse de Sheffield, vol. 13
- Kristie Knight, L'aventurière du nouveau monde, vol. 14
- Barbara Leigh, Implacable Druanna, vol. 15
- Lucy Elliot, Adieu Albany, vol. 16
- Nina Beaumont, Une saison à Vienne, vol. 17
- Bay Matthews, Les amants de Louisiane, vol. 18
- Ana Seymour, L'ange aux yeux de saphir, vol. 19
- Maura Seger, La rebelle et le capitaine, vol. 20
- Ruth Ryan Langan, La Fugitive, vol. 21
- Erin Yorke, Lady Réjane, vol. 22
- Margaret Moore, Le retour du guerrier, vol. 23
- Julie Tetel, Jeux d'espions, vol. 24
- Sherry DeBorde, Esclave de l'amour, vol. 25
- Margaret Moore, Pour l'amour d'un guerrier, vol. 26
- Sandra Chastain, La légende des Natchez, vol. 27
- Nora Roberts, Serena la rebelle, vol. 28
- Margaret Moore, Le mariage du guerrier, vol. 29
- DeLoras Scott, Chasseurs de primes, vol. 30
- Marianne Willman, Le cygne et le dragon, vol. 31
- Kit Gardner, Le songe d'Elsa, vol. 32
- Theresa Michaels, Guerre et amour, vol. 33
- Patricia Potter, Au nom de la liberté, vol. 34
- Ruth Ryan Langan, Complot à la cour du roi, vol. 35
- Miranda Jarrett, Pour l'amour d'un capitaine, vol. 36
- Muriel Jensen, La suffragette, vol. 37
- Bronwyn Williams, La fiancée du marin, vol. 38
- Marianne Willman, Le goût de l'aventure, vol. 39
- Shirley Parenteau, Scandaleuse ingénue, vol. 40
- Kate Kingsley, La ballade du Mississipi, vol. 41
- Margaret Moore, Le mariage du viking, vol. 42
- Cassie Edwards, Les rêves de Katie Lee, vol. 43
- Patricia Potter, Indomptable Samantha, vol. 44
- Cheryl St John, Fille de personne, vol. 45
- Kristin James, Anges et démons, vol. 46
- Nora Roberts, Cœurs de rebelle, vol. 47
- Ana Seymour, La belle de Seattle, vol. 48
- Barbara Bretton, Mariée malgré elle, vol. 49
- Heather Graham Pozzessere, Le silence des armes, vol. 50
- Nina Beaumont, Les insurgés, vol. 51
- Bronwyn Williams, Le maître de Prudence, vol. 52
- Kristin James, Le gentleman, vol. 53
- Laurie Grant, L'espionne de la couronne, vol. 54
- Coral Smith Saxe, En route vers le sud, vol. 55
- Nina Beaumont, Désir et trahison, vol. 56
- Dorothy Glenn, Le repenti, vol. 57
- Elizabeth Lane, Africa, vol. 58
- Patricia Potter, Le lien de feu, vol. 59
- Claire Delacroix, La sorcière, vol. 60
- Donna Anders, Mary, vol. 61
- Marianne Willman, La rose rouge, vol. 62
- Lynda Trent, Libres de s'aimer, vol. 63
- Paula Marshall, Les mariés de Toscane, vol. 64
- Donna Anders, Ketti, vol. 65
- Mary Daheim, Un bohémien à la cour, vol. 66
- DeLoras Scott, Souvenir fatal, vol. 67
- Claire Delacroix, D'or et de feu, vol. 68
- Suzanne Barclay, Sur ordre du roi, vol. 69
- Heather Graham Pozzessere, Piège d'amour, vol. 70
- Jennifer West, L'héritière, vol. 71
- Candace Camp, Scandale, vol. 72
- Lynda Trent, Magie et Passion, vol. 73
- Mary Daheim, Eden, vol. 74
- Miranda Jarrett, Providence, vol. 75
- Suzanne Barclay, Les amants des Hautes Terres, vol. 76
- Suzanne Barclay, Le secret des étoiles, vol. 77
- Lucy Elliot, Ardente Susannah, vol. 78
- Deborah Simmons, Lord Lucifer, vol. 79
- Paula Marshall, Au nom de l'honneur, vol. 80
- Susan Spencer Paul, Noces au donjon, vol. 81
- DeLoras Scott, Terre d'espoir, vol. 82
- Miranda Jarrett, Le piège de saphir, vol. 83
- Gayle Wilson, Le sceau d'amour, vol. 84
- Susan Spencer Paul, Le chevalier au gerfaut, vol. 85
- Margaret Moore, La légende de Sarah, vol. 86
- Miranda Jarrett, La rose et le parchemin, vol. 87
- Caryn Cameron, La contrebandière, vol. 88
- Margaret Moore, Perle de chine, vol. 89
- Maura Seger, La fée de Gwenfelyn, vol. 90
- Catherine Archer, Le cœur d'une rose, vol. 91
- Elizabeth Lane, Cap sur le Nouveau Monde, vol. 92
- Kit Gardner, La fleur de la Barbade, vol. 93
- Erin Yorke, La chanson du Nil, vol. 94
- Margaret Moore, Le bouclier d'airain, vol. 95
- Deborah Simmons, La débutante, vol. 96
- Linda Castle, L'enfant de la chance, vol. 97
- Mary Mcbride, Le gentilhomme détective, vol. 98
- Taylor Ryan, La dame d'Irlande, vol. 99

### 100
- Laurie Grant, Le philtre d'amour, vol. 100
- Deborah Simmons, L'enchanteresse, vol. 101
- Cheryl Reavis, La piste de l'espérance, vol. 102
- Laurel Ames, Le jeu de la tentation, vol. 103
- Pamela Litton, Princesse de lune, vol. 104
- Ruth Ryan Langan, Ambre ou l'Insoumise, vol. 105
- Maureen Bronson, L'étoile du music hall, vol. 106
- Erin Yorke, Le diable au cœur, vol. 107
- Merline Lovelace, La sirène de Sparte, vol. 108
- Ruth Ryan Langan, Opale ou la Féline, vol. 109
- Catherine Archer, La mésalliance, vol. 110
- Merline Lovelace, Nuits de soie, vol. 111
- Elizabeth Lane, La belle traîtresse, vol. 112
- Ruth Ryan Langan, Jade ou l'Ensorceleuse, vol. 113
- Mollie Ashton, Les amants de Floréal, vol. 114
- Deborah Simmons, Le château des tentations, vol. 115
- Merline Lovelace, L'Egyptienne, vol. 116
- Ruth Ryan Langan, Cornaline ou l'Impétueuse, vol. 117
- Merline Lovelace, Le trésor du Tsar, vol. 118
- Louisa Rawlings, Bal aux tuileries, vol. 119
- Sally Cheney, La promesse de Primerose, vol. 120
- Louisa Rawlings, D'amour et de feu, vol. 121
- Georgina Devon, Un secret d'alcôve, vol. 122
- Miranda Jarrett, Le lion de l'amirauté, vol. 123
- Elizabeth Mayne, Noces barbares, vol. 124
- Lucy Elliot, Les fugitifs, vol. 125
- Deborah Simmons, L'alliance maudite, vol. 126
- Susan Wiggs, Cap Espérance, vol. 127
- Rae Muir, Les chevaux de feu, vol. 128
- Cheryl Bolen, Une si jolie duchesse, vol. 129
- Nina Beaumont, Les ailes de l'oubli, vol. 130
- Deborah Chester, Le secret de l'aube, vol. 131
- Claire Delacroix, Nuit magique, vol. 132
- Nina Beaumont, La valse inachevée, vol. 133
- Candace Camp, La double méprise, vol. 134
- Deborah Simmons, Le lien de velours, vol. 135
- Tori Phillips, Un instant de grâce, vol. 136
- Nina Beaumont, Mirage vénitien, vol. 137
- Diana Hall, Au plaisir du roi, vol. 138
- Tori Phillips, Fiançailles impromptues, vol. 139
- Candace Camp, Le rendez vous de minuit, vol. 140
- Nina Beaumont, Le songe florentin, vol. 141
- Catherine Archer, La griffe du destin, vol. 142
- Margaret Moore, Piège pour un dandy, vol. 143
- Merline Lovelace, Le joug de la passion, vol. 144
- Ruth Ryan Langan, L'enfant du silence, vol. 145
- Susan Wiggs, Le tourbillon des jours, vol. 146
- Deborah Simmons, Les amants de l'ombre, vol. 147
- Beth Henderson, Voleur d'amour, vol. 148
- Margaret Moore, Scandale et volupté, vol. 149
- Susan Wiggs, Les conjurés, vol. 150
- Kit Gardner, L'héritière en fuite, vol. 151
- Jacqueline Navin, Le pacte brisé, vol. 152
- Catherine Archer, Le débauché, vol. 153
- Sally Cheney, La reine de cœur, vol. 154
- Susan Wiggs, L'éducation amoureuse, vol. 155
- Sharon Schulze, Le secret de la citadelle, vol. 156
- Candace Camp, Vengeance et séduction, vol. 157
- Barbara Leigh, Le gage d'amour, vol. 158
- Sandra Chastain, Nuit de jasmin, vol. 159
- Lyn Stone, La dame galante, vol. 160
- Sharon Schulze, Le joyau de l'abbaye, vol. 161
- Susan Spencer Paul, Le bal de l'oubli, vol. 162
- Sally Cheney, L'été des sortilèges, vol. 163
- Muriel Jensen, Une promesse de bonheur, vol. 164
- Susan Wiggs, Traîtrise et passion, vol. 165
- Deborah Simmons, Le venin du doute, vol. 166
- Ana Seymour, Les cœurs masqués, vol. 167
- Patricia Potter, Noces pourpres, vol. 168
- Laurel Ames, La plume et l'épée, vol. 169
- Susan Mallery, La belle et le shérif, vol. 170
- Louisa Rawlings, L'aventure galante, vol. 171
- Ruth Ryan Langan, Une question d'amour, vol. 172
- Carolyn Davidson, La vallée de l'espoir, vol. 173
- Julia Justiss, Un cœur en jeu, vol. 174
- Catherine Archer, La citadelle des passions, vol. 175
- Ana Seymour, L'étoile de chance, vol. 176
- Ana Seymour, Le bonheur en partage, vol. 177
- Ruth Ryan Langan, Le glaive et la soie : Highlands T4, vol. 178
- Maura Seger, Terre promise, vol. 179
- Louisa Rawlings, L'inconnu de la diligence, vol. 180
- Deborah Hale, La tentation d'aimer, vol. 181
- Liz Ireland, L'école du bonheur, vol. 182
- Erin Yorke, Un lien de cœur, vol. 183
- Sharon Schulze, Le cercle d'amour, vol. 184
- Nan Ryan, Fille du destin, vol. 185
- Laurel Ames, Le maître du jeu, vol. 186
- Candace Camp, L'héritière impromptue, vol. 187
- Judith Stacy, Le cœur en flammes, vol. 188
- Susan Spencer Paul, Le chardon et le lys, vol. 189
- Susan Wiggs, Le hors-la-loi, vol. 190
- Merline Lovelace, La rançon du désir, vol. 191
- Candace Camp, L'intrigante, vol. 192
- Diana Hall, L'ange de minuit, vol. 193
- Catherine Archer, Le piège de Jade, vol. 194
- Judith McWilliams, Un parfum de scandale, vol. 195
- Laurie Grant, Promesse d'ivresse, vol. 196
- Candace Camp, L'imposteur, vol. 197
- Judith Stacy, Un bonheur en péril, vol. 198
- Elaine Coffman, Le clan des seigneurs, vol. 199

### 200
- Susan Wiggs, Passion blessée, vol. 200
- Margaret Moore, L'aigle et la colombe, vol. 201
- Deborah Simmons, Le libertin amoureux, vol. 202
- Gayle Wilson, Intrigue et passion, vol. 203
- Ana Seymour, La rançon de la couronne, vol. 204
- Cheryl St John, L'enfant de l'espoir, vol. 205
- Nan Ryan (en), La comtesse infidèle, vol. 206
- Susan Wiggs (en), L'otage, vol. 207
- Deborah Simmons, Les diamants du scandale, vol. 208
- Cheryl St John, L'enfant de la providence, vol. 209
- Barbara Leigh, Passion défendue, vol. 210
- Sharon Schulze, La citadelle assiégée, vol. 211
- Susan Wiggs, L'usurpatrice, vol. 212
- Gayle Wilson, La duchesse de l'ombre, vol. 213
- Judith Stacy, L'Eden sauvage, vol. 214
- Cassandra Austin, La vallée de la chance, vol. 215
- Deborah Simmons, Le sceptre et le lys, vol. 216
- Susan Wiggs, La conquérante, vol. 217
- Shari Anton, Le donjon des passions, vol. 218
- Emily French, Le pari du bonheur, vol. 219
- Margaret Moore, Amour et sacrilège, vol. 220
- Lyn Stone, Le chevalier du roi, vol. 221
- Suzanne Barclay, Le blason d'or, vol. 222
- Charlene Sands, Un bonheur à cueillir, vol. 223
- Nan Ryan, Les chemins du cœur, vol. 224
- Deborah Hale, Les mariés de la couronne, vol. 225
- Merline Lovelace, La maîtresse du capitaine, vol. 226
- Suzanne Barclay, La fille du troubadour, vol. 227
- Tori Phillips, Le donjon des sortilèges, vol. 228
- Laurel Ames, Le maître des passions, vol. 229
- Judith Stacy, Une nuit d'égarement, vol. 230
- Linda Castle, Le prix de l'espérance, vol. 231
- Suzanne Barclay, Les noces du brigand, vol. 232
- Judith Stacy, Otage de l'amour, vol. 233
- Lyn Stone, La Dame de Trouville, vol. 234
- Jillian Hart, Passion en fuite, vol. 235
- Jacqueline Navin, Une duchesse idéale, vol. 236
- Ruth Ryan Langan, La flibustière, vol. 237
- Julia Justiss, Passion et déshonneur, vol. 238
- Kate Bridges (en), Une autre chance, vol. 239
- Deborah Simmons, Au nom de la tentation, vol. 240
- Judith Stacy, Méprise fatale, vol. 241
- Ruth Ryan Langan, La corsaire, vol. 242
- Judith Stacy, Imposture et passion, vol. 243
- Beth Henderson, Le lien de cristal, vol. 244
- Julia Justiss, Le bal des promesses, vol. 245
- Catherine Archer, Intrigue au donjon, vol. 246
- Ruth Ryan Langan, La fiancée du capitaine, vol. 247
- Lyn Stone, Un parfum de passion, vol. 248
- Judith Stacy, La gouvernante, vol. 249
- Stephanie Laurens (en), Une union de convenance, vol. 250
- Laurel Ames, Cap sur la chance, vol. 251
- Tori Phillips, Fille du roi, vol. 252
- Deborah Hale, L'impossible pari, vol. 253
- Theresa Michaels, Le fief des seigneurs, vol. 254
- Lynna Banning, La loi de l'amour, vol. 255
- Jillian Hart, Le poids du scandale, vol. 256
- Tori Phillips, Une dame de cœur, vol. 257
- Bronwyn Williams, Un mariage de dupes, vol. 258
- Margo Maguire, Le médaillon d'or, vol. 259
- Jacqueline Navin, L'épervier et la colombe, vol. 260
- Lyn Stone, Le maître du manoir, vol. 261
- Tori Phillips, Le pacte de velours, vol. 262
- Jackie Manning, La conspiratrice, vol. 263
- Patricia Frances Rowell, Un dangereux secret, vol. 264
- Ana Seymour, L'enfant de l'aube, vol. 265
- Debra Lee Brown, La maîtresse du guerrier, vol. 266
- Julia Justiss, Bohémienne ou lady ?, vol. 267
- Terri Brisbin, Sur ordre de la reine, vol. 268
- Jacqueline Navin, Le gentleman libertin, vol. 269
- Denise Lynn, La colombe et le faucon, vol. 270
- Judith Stacy, Les fiancés de minuit, vol. 271
- Catherine Archer, Le pacte du dragon, vol. 272
- Pat Tracy, Prudence et le débauché, vol. 273
- Katy Cooper, Le feu et le diamant, vol. 274
- Julia Justiss, L'amant irlandais, vol. 275
- Gail Ranstrom, L'héritière scandaleuse, vol. 276
- Catherine Archer, Le chevalier du Dragon, vol. 277
- Deborah Hale, Le secret d'une lady, vol. 278
- Margo Maguire, L'inconnue du donjon, vol. 279
- Julia Justiss, La dérobade, vol. 280
- Julianne Maclean, La passagère du destin, vol. 281
- Catherine Archer, La fille du Dragon, vol. 282
- Deborah Hale, Le bal des ombres, vol. 283
- Elizabeth Lane, L'enfant de l'aurore, vol. 284
- Nicole Foster, Le pacte, vol. 285
- Gail Ranstrom, La double disgrâce, vol. 286
- Gayle Wilson, L'espionne de l'empereur, vol. 287
- Margo Maguire, La fille du bandit, vol. 288
- Lynna Banning, La fiancée d'un autre, vol. 289
- Miranda Jarrett, Le duc et l'intrigante, vol. 290
- Sharon Schulze, La dame à l'épée, vol. 291
- Gayle Wilson, Un serment de velours, vol. 292
- Margaret Moore, L'espion du roi, vol. 293
- Sharon Harlow, L'ombre du mensonge, vol. 294
- Catherine Blair, Les amants de l'orage, vol. 295
- Tori Phillips, La captive du donjon, vol. 296
- Gayle Wilson, L'alliance scandaleuse, vol. 297
- Debra Lee Brown, La fiancée viking, vol. 298
- Ruth Langan, Le sceptre du destin, vol. 299

### 300
- Claire Delacroix, Le glaive et le lys, vol. 300
- Lynna Banning, Une insolente passion, vol. 301
- Ruth Ryan Langan, La dame de cour, vol. 302
- Julia Justiss, Le démon de minuit, vol. 303
- Jillian Hart, L'enfant des moissons, vol. 304
- Joanne Rock, La fiancée captive, vol. 305
- Jackie Manning, Scandale et trahison, vol. 306
- Ruth Ryan Langan, La flamboyante, vol. 307
- Anne Gracie, L'héritière mystérieuse, vol. 308
- Millie Criswell, Les cœurs captifs, vol. 309
- Kate Bridges, Le bal du scandale, vol. 310
- Juliet Landon, Le maître du donjon, vol. 311
- Suzanne Barclay, Le chevalier des ombres, vol. 312
- Margo Maguire, Seigneur et Maître, vol. 313
- Nicola Cornick, L'amant du scandale, vol. 314
- Deborah Hale, Le sceptre et la croix, vol. 315
- Kate Bridges, La vallée des promesses, vol. 316
- Ana Seymour, L'enfant du donjon, vol. 317
- Margo Maguire, Une lady singulière, vol. 318
- Lyn Stone, Le seigneur de Trouville, vol. 319
- Ann Elizabeth Cree, La maîtresse du vicomte, vol. 320
- Joanna Makepeace, Sur ordre de la couronne, vol. 321
- Shari Anton, Le retour du chevalier, vol. 322
- Joanne Rock, La fausse mariée, vol. 323
- Patricia Frances Rowell, Le château des neiges, vol. 324
- Joanna Maitland, Piège pour une lady, vol. 325
- Paula Marshall, Une scandaleuse duchesse, vol. 326
- Shari Anton, Par la grâce du roi, vol. 327
- Louise Allen, Un secret d’alcôve, vol. 328
- Judith Stacy, L'enfant caché, vol. 329
- Margo Maguire, La dame de feu, vol. 330
- Margaret Moore, Le loup et la colombe, vol. 331
- Shari Anton, Complot au royaume, vol. 332
- Helen Dickson, Une lady en fuite, vol. 333
- Lyn Stone, La promesse du chevalier, vol. 334
- Elaine Knighton, La fille de l'alchimiste, vol. 335
- Jillian Hart, Les mariés de l'aube, vol. 336
- Shari Anton, Le château des secrets, vol. 337
- Joanna Maitland, Scandale en héritage, vol. 338
- Terri Brisbin, Le masque et l'ombrelle, vol. 339
- Denise Lynn, Le dragon d'améthyste, vol. 340
- Paula Marshall, La demoiselle d'honneur, vol. 341
- Anne Herries, Le gentilhomme libertin, vol. 342
- Terri Brisbin, La favorite du roi, vol. 343
- Juliet Landon, Les fiancés de la Couronne, vol. 344
- Patricia Frances Rowell, Un scandaleux secret, vol. 345
- Joanne Rock, La maîtresse du donjon, vol. 346
- Anne Herries, Les noces du corsaire, vol. 347
- Claire Thornton, A l'ombre de la Couronne, vol. 348
- Georgina Devon, Scandale au manoir, vol. 349
- Joanne Rock, La citadelle aux secrets, vol. 350
- Gail Ranstrom, Le retour de lord Adam, vol. 351
- Paula Marshall, Le flibustier de la Couronne, vol. 352
- Ruth Ryan Langan, La baie des passions, vol. 353
- Lyn Stone, Un cœur en héritage, vol. 354
- Nicola Cornick, Les mariés du destin, vol. 355
- Deborah Hale, L'amant des Highlands, vol. 356
- Anne Herries, La cour d'amour, vol. 357
- Elizabeth Mayne, Les mariés des Highlands, vol. 358
- Ann Elizabeth Cree, Au cœur du scandale, vol. 359
- Sylvia Andrew, La préceptrice, vol. 360
- Sarah Elliott, Le marquis libertin, vol. 361
- Miranda Jarrett, Un bandit de grand chemin, vol. 362
- Anne Herries, L'honneur d'un chevalier, vol. 363
- Julia Byrne, La maitresse du Viking, vol. 364
- Meriel Fuller, Trahison et passion, vol. 365
- Elizabeth Rolls, Un gentleman séducteur, vol. 366
- Elizabeth Bailey, L'inconnue du fiacre, vol. 367
- Nicola Cornick, Le coureur de dot, vol. 368
- Anne Herries, L'épée et la rose, vol. 369
- Helen Dickson, La fille du pirate, vol. 370
- Deborah Miles, Une scandaleuse comtesse, vol. 371
- Terri Brisbin, Le seigneur des Hautes-Terres, vol. 372
- Margaret McPhee, La fugitive et le capitaine, vol. 373
- Deborah Simmons, Les noces d'un séducteur, vol. 374
- Margaret Moore, Le donjon des secrets, vol. 375
- Anne Herries, L'esclave du harem, vol. 376
- Diane Gaston (en), Une lady mystérieuse, vol. 377
- Mary Nichols, Le manoir des tentations, vol. 378
- Anne O'Brien, Les noces d'une héritière, vol. 379
- Brenda Joyce, L'inconnue du bal, vol. 380
- Margaret Moore, La fiancée écossaise, vol. 381
- Sylvia Andrew, Les noces du scandale, vol. 382
- Joanne Rock, Le chevalier de la reine, vol. 383
- Christine Merrill, Le château des passions, vol. 384
- Juliet Landon, Le retour de Lord Melrose, vol. 385
- Helen Kirkman, Le sceptre d'or, vol. 386
- Margaret Moore, Le baiser du guerrier, vol. 387
- Louise Allen, Un carnet de bal, vol. 388
- Sharon Schulze, Le bouclier de cristal, vol. 389
- Anne Herries, La captive du pirate, vol. 390
- Helen Dickson, L'héritière et le brigand, vol. 391
- Candace Camp, Le secret du manoir, vol. 392
- Margo Maguire, La pupille du roi, vol. 393
- Helen Dickson, La captive des highlands, vol. 394
- Georgette Heyer, Arabella et le libertin, vol. 395
- Michelle Styles, La maîtresse du tribun, vol. 396
- Catherine March, Le chevalier de l'aube, vol. 397
- Ruth Ryan Langan, Lady corsaire, vol. 398
- Lynda Trent, La vallée de l'espérance, vol. 399

### 400
- Juliet Landon, Intrigue à la cour, vol. 400
- Georgette Heyer, L'ingénue effrontée, vol. 401
- Michelle Styles, La rose du Colisée, vol. 402
- Madris Dupree, Scandale à la plantation, vol. 403
- Nicola Cornick, Le secret du donjon, vol. 404
- Elizabeth Mayne, La captive de Blackstone, vol. 405
- Terri Brisbin, L'héritière des Mac Dougall, vol. 406
- Helen Dickson, La dame de cœur, vol. 407
- Georgette Heyer, Scandale à Londres, vol. 408
- Juliet Landon, Duel au manoir, vol. 409
- Debra Cowan, Un bébé à sauver, vol. 410
- Ruth Ryan Langan, La captive des hautes terres : Highlands T5, vol. 411
- Margaret Moore, La rebelle écossaise, vol. 412
- Georgette Heyer, La demande en mariage, vol. 413
- Elizabeth Mayne, Le seigneur irlandais, vol. 414
- Jackie Summers, Le brigand de la nuit, vol. 415
- Elizabeth Lane, L'enfant du printemps, vol. 416
- Lynna Banning, La maîtresse du croisé, vol. 417
- Ruth Ryan Langan, Le barbare des Highlands : Highlands T1, vol. 418
- Georgette Heyer, L'éventail et l'épée, vol. 419
- Laurie Grant, L'impossible alliance, vol. 420
- Julie Tetel, Noces à la cour, vol. 421
- Gail Ranstrom, Lady libertine, vol. 422
- Sophia James, L'héritière captive, vol. 423
- Elizabeth Mayne, L'enfant des promesses, vol. 424
- Ruth Ryan Langan, La rebelle des Highlands : Highlands T2, vol. 425
- Elizabeth Rolls, Une lady scandaleuse, vol. 426
- Margaret Moore, Le pacte secret, vol. 427
- Georgette Heyer, Passion au manoir, vol. 428
- Suzanne Barclay, L'amant écossais, vol. 429
- Sophia James, Le bal des secrets, vol. 430
- Ruth Ryan Langan, La fugitive des Highlands : Highlands T3, vol. 431
- Helen Dickson, Les noces écarlates, vol. 432
- Mary Nichols, L'ingénue scandaleuse, vol. 433
- Sarah Elliott, L'inconnue du théâtre, vol. 434
- Mary Nichols, Les rubis du scandale, vol. 435
- Lynda Trent, Le mariage du corsaire, vol. 436
- Sophia James, Le baiser de minuit, vol. 437
- Suzanne Barclay, La maîtresse du Highlander, vol. 438
- Elizabeth Beacon, L'héritière rebelle, vol. 439
- Ruth Ryan Langan, Terre de passion, vol. 440
- Sarah Elliott, Le mariage d'une héritière, vol. 441
- Ruth Ryan Langan, L'insoumise des Highlands, vol. 442
- Gail Ranstrom, Nuits de velours, vol. 443
- Debra Lee Brown, Les amants du loch, vol. 444
- Mary Nichols, Un scandale éclatant, vol. 445
- Margaret Moore, Passion au donjon, vol. 446
- Ann Lethbridge, Un scandaleux héritage, vol. 447
- Michelle Willingham, La fiancée de l'Irlandais, vol. 448
- Juliet Landon, Le secret de Lady Amelie, vol. 449
- Suzanne Barclay, La maîtresse de Tyneham, vol. 450
- Lynna Banning, La fille du vizir, vol. 451
- Amanda McCabe, Les sortilèges de Venise, vol. 452
- Amanda McCabe, Le lys d'émeraude, vol. 453
- Michelle Willingham, La dame de Rionallis, vol. 454
- Meriel Fuller, Pour l'amour d'un chevalier, vol. 455
- Elizabeth Lane, Fiançailles à Dutchman's Creek, vol. 456
- Helen Dickson, La passagère clandestine, vol. 457
- Louise Allen, Audacieuse lady Belinda, vol. 458
- Kate Bridges, La fiancée du brigand, vol. 459
- Helen Dickson, L'épouse rebelle, vol. 460
- Annie Burrows, La châtelaine de Woolton Manor, vol. 461
- Michelle Willingham, La femme du guerrier, vol. 462
- Louise Allen, L'esclave et le barbare, vol. 463
- Amanda McCabe, L'inconnue d'Hispaniola, vol. 464
- Joanne Rock, La princesse irlandaise, vol. 465
- Helen Dickson, Le choix d'une héritière, vol. 466
- Deloras Scott, La fugitive des colonies, vol. 467
- Annie Burrows, Comtesse malgré elle, vol. 468
- Margaret Mcphee, Gentleman ou débauché?, vol. 469
- Elizabeth Lane, L'étranger du Nouveau Monde, vol. 470
- Margaret Mcphee, La captive du capitaine, vol. 471
- Juliet Landon, Offense à une lady, vol. 472
- Michelle Willingham, La promesse d'Iseult, vol. 473
- Kate Kingsley, Mademoiselle Sauvage, vol. 474
- Sophia James, Les noces écossaises, vol. 475
- Elizabeth Lane, Pour l'amour d'un gentleman, vol. 476
- Joanne Rock, Un amour en Bohême, vol. 477
- Christine Merrill, Cambrioleur ou gentleman ?, vol. 478
- Kate Welsh, L'enfant de la discorde, vol. 479
- Denise Lynn, Les feux de la passion, vol. 480
- Louise Allen, Un choix irrévérencieux, vol. 481
- Bronwyn Scott, La fiancée du vicomte, vol. 482
- Ruth Ryan Langan, L'inconnu au regard de jade, vol. 483
- Meriel Fuller, La passagère et l'aventurier, vol. 484
- Joanna Maitland, La vagabonde des Highlands, vol. 485
- Denise Lynn, Le serment trahi, vol. 486
- Catherine March, Une audacieuse imposture, vol. 487
- Kathryn Albright, L'enfant de l'espoir, vol. 488
- Sarah Elliott, Une passion inavouable, vol. 489
- Cheryl St John, Un secret si bien gardé, vol. 490
- Candace Camp, Un époux sur mesure, vol. 491
- Denise Lynn, La courtisane d'Aliénor, vol. 492
- Blythe Gifford, Le désir pour maître, vol. 493
- Carol Finch, Le baiser volé, vol. 494
- Stacey Kayne, L'inconnu de l'hiver, vol. 495
- Nicola Cornick, Captive de la passion, vol. 496
- Margaret Moore, La courtisane rebelle, vol. 497
- Debra Cowan, Une alliance inavouable, vol. 498
- Amanda McCabe, La tentation d'une lady, vol. 499

### 500
- Bronwyn Scott, L'honneur d'une débutante, vol. 500
- Denise Lynn, L'enfant du guerrier, vol. 501
- Carole Mortimer, La lady et le libertin, vol. 502
- Michelle Willingham, Épouse ou aventurière, vol. 503
- Michelle Styles, Captive du viking, vol. 504
- Diane Gaston, Les pièges du désir, vol. 505
- Michelle Willingham, Une scandaleuse tentation, vol. 506
- Michelle Styles, La fiancée du viking : Vikings T2, vol. 507
- Louise Allen, Le mystérieux Lord Ravenhurst, vol. 508
- Kate Bridges, Retrouvailles interdites, vol. 509
- Michelle Styles, La princesse et le viking, vol. 5100510
- Margaret Moore, Lady mensonge, vol. 511
- Terri Brisbin, La rose interdite, vol. 512
- Elizabeth Lane, Un troublant fugitif, vol. 513
- Ann Lethbridge, La rebelle et le libertin, vol. 514
- Terri Brisbin, Noces scandaleuses, vol. 515
- Carole Mortimer, Troublée par un débauché, vol. 516
- Joanna Maitland, Secret de velours, vol. 517
- Michelle Willingham, L'insoumise et l'irlandais, vol. 518
- Kate Welsh, Passagers de la passion, vol. 519
- Louise Allen, Prisonnière du pirate, vol. 520
- Joanna Maitland, Sulfureuse attirance, vol. 521
- Geralyn Dawson, Le retour de la mariée, vol. 522
- Bronwyn Scott, Audacieuse Nora, vol. 523
- Anne Herries, La tentation d'une débutante : Melford dynasty T2, vol. 524
- Joanna Maitland, Idylle interdite, vol. 525
- Michelle Styles, Dans les bras du comte, vol. 526
- Kate Bridges, L'indomptable fugitive, vol. 527
- Margaret Moore, Noces d'opale, vol. 528
- Kathryn Albright, Rendez-vous interdits, vol. 529
- Louise Allen, Le frisson de la passion, vol. 530
- Christine Merrill, Scandaleux secret, vol. 531
- Bronwyn Scott, La nuit du scandale, vol. 532
- Mary Brendan, Innocente courtisane, vol. 533
- Louise Allen, Un délicieux compromis, vol. 534
- Pam Crooks, La belle insoumise, vol. 535
- Joanna Fulford, La rebelle et le viking, vol. 536
- Claire Delacroix, Le glaive et le lys, vol. 537
- Louise Allen, Le secret d'une rose, vol. 5380538
- Sophia James, Face à la tentation, vol. 539
- Marguerite Kaye, L'héritière sans nom, vol. 540
- Anne O'Brien, La châtelaine insoumise, vol. 541
- Michelle Styles, Fiancée à un lord, vol. 542
- Denise Lynn, La captive du chevalier, vol. 543
- Debra Cowan, La promesse trahie, vol. 544
- Margaret Moore, Le mariage du Viking, vol. 545
- Carole Mortimer, Une audacieuse ingénue, vol. 546
- Terri Brisbin, Promise par le roi, vol. 547
- Margaret Moore, La fausse comtesse, vol. 548
- Elizabeth Lane, Le secret de Ruby, vol. 549
- Anne Herries, La mystérieuse naufragée, vol. 550
- Debra Lee Brown, La fiancée viking, vol. 5510551
- Mary Brendan, Pacte avec un séducteur, vol. 552
- Terri Brisbin, Sous le sceau de la passion, vol. 553
- Margaret Moore, La fiancée des Highlands, vol. 554
- Jenna Kernan, La rose de l'Ouest, vol. 555
- Ann Lethbridge, Captive et rebelle, vol. 556
- Julia Byrne, La maîtresse du Viking, vol. 557réédition du n°364
- Merline Lovelace, La rançon du désir, vol. 558réédition du n°191
- Mary Brendan, Scandaleuse alliance, vol. 559
- Terri Brisbin, Mariée à l'ennemi, vol. 560
- Anne Herries, L'héritier de Shelbourne, vol. 561
- Jenna Kernan, L'honneur de Lucie, vol. 562
- Deborah Simmons, Le cadeau de la reine, vol. 563
- Tori Phillips, Le pacte de velours, vol. 564
- Catherine Archer (en), La citadelle des passions, vol. 565
- Marguerite Kaye, Dans les bras d'un Highander, vol. 566
- Suzanne Barclay, Le secret des Hautes-Terres, vol. 567
- Deborah Hale, La vengeance de Ford Barrett, vol. 568
- Lynna Banning, La rebelle de Green Valley, vol. 569
- Christine Merrill, La maîtresse du libertin, vol. 570
- Tori Phillips, Fiancés sur ordre du Roi, vol. 571
- Marguerite Kaye, La promesse du Highlander, vol. 572
- Joanna Fulford, Amoureuse d'un Viking, vol. 573
- Deborah Hale, Union sous contrat, vol. 574
- Cheryl St John, Un époux pour Ella, vol. 575
- Annie Burrows, Le bal de l'hiver, vol. 576
- Tori Phillips, Fille de roi, vol. 577
- Sophia James, Scandaleuse nuit d'hiver, vol. 578
- Margaret Moore, La maîtresse interdite, vol. 579
- Deborah Hale, Fiancée à un inconnu, vol. 580
- Pam Crooks, Le secret de Carina, vol. 581
- Joanne Rock, Le retour de l'Écossais, vol. 582
- Ruth Ryan Langan, Le sceptre du destin, vol. 583
- Sophia James, Les secrets d'une femme du monde, vol. 584
- Margaret Moore, L'épouse saxonne, vol. 585
- Annie Burrows, Le destin d'Aimée Peters, vol. 586
- Carol Arens, Pour l'amour d'un hors-la-loi, vol. 587
- Louise Allen, La rose du Bengale, vol. 588
- Ruth Ryan Langan, La dame de cour, vol. 589
- Elizabeth Beacon, Le maître de Hollowhurst Castle, vol. 590
- Denise Lynn, Mariée au nom du roi, vol. 591
- Marguerite Kaye, Captive du harem, vol. 592
- Kate Welsh, Les promesses de Tierra del Verde, vol. 593
- Louise Allen, Une proposition inconvenante, vol. 594
- Ruth Ryan Langan, Briana la rebelle, vol. 595
- Juliet Landon, Les fiancés de la couronne, vol. 596réédition du n°344
- Meriel Fuller, Une rebelle à la Cour, vol. 597
- Julia Justiss, La sœur de la mariée, vol. 598
- Marguerite Kaye, Le prince du désert, vol. 599

### 600
- Carol Finch, La rose de Boston : Retour à Cahill Crossing T1, vol. 600
- Louise Allen, Prisonnière du capitaine, vol. 601
- Terri Brisbin, Sur ordre de la reine, vol. 602
- Terri Brisbin, La châtelaine sans nom, vol. 603
- Anne Herries, La fiancée du calife, vol. 604
- Isabelle Goddard, Une rupture inconvenante, vol. 605
- Debra Cowan, Le secret de Merritt : Retour à Cahill Crossing T2, vol. 606
- Christine Merrill, Un époux à séduire, vol. 607
- Joanne Rock, La fausse alliance, vol. 608
- Terri Brisbin, L'épouse secrète, vol. 609
- June Francis, Les amants de Madère, vol. 610
- Isabelle Goddard, Une débutante à la cour, vol. 611
- Carol Arens, L'héritière scandaleuse : Retour à Cahill Crossing T3, vol. 612
- Christine Merrill, La folle passion d'une lady : Ladies & Rebelles T2, vol. 613
- Margaret Moore, Le pacte secret, vol. 614
- Marguerite Kaye, La vie secrète de Lady Deborah, vol. 615
- Anne Herries, Captive et promise, vol. 616
- Blythe Gifford, Dans les bras de l'Écossais : Le clan des Brunson T1, vol. 617
- Jenna Kernan, La tentation d'une fille trop sage : Retour à Cahill Crossing T4, vol. 618
- Christine Merrill, Indocile fiancée : Ladies & Rebelles T3, vol. 619
- Terri Brisbin, Le seigneur des Hautes-Terres, vol. 620
- Louise Allen, L'esclave et le barbare, vol. 621
- Isabelle Goddard, Un lord pour une servante, vol. 622
- Carol Townend, L'alliance saxonne, vol. 623
- Blythe Gifford, Passion à la cour d'Écosse : Le clan des Brunson T2, vol. 624
- Jeannie Lin, La fille de l'empereur : Dynastie Tang T1, vol. 625
- Bronwyn Scott, Gentleman malgré lui : Séducteur à marier T1, vol. 626
- Joanne Rock, La citadelle aux secrets, vol. 627
- Jacqueline Navin, Une duchesse idéale, vol. 628
- Carole Mortimer, Retour à Castonbury Park : Castonbury Park T1, vol. 629
- Carol Townend, Promise au chevalier, vol. 630
- Blythe Gifford, Deux cœurs rebelles : Le clan des Brunson T3, vol. 631
- Jeannie Lin, La perle et le feu : Dynastie Tang T2, vol. 632
- Bronwyn Scott, Pour la main d'une héritière : Séducteur à marier T2, vol. 633
- Ruth Langan (en), Le maître de Kinloch, vol. 634
- Helen Dickson, Tentée par le lord : Castonbury Park T2, vol. 635
- Terri Brisbin, La flamme des Highlands : L'honneur du clan T1, vol. 636
- Amanda McCabe, La rose d'Edimbourg, vol. 637
- Carol Townend, Altesse malgré elle : Les fiancées du Bosphore T1, vol. 638
- Bronwyn Scott, Libertin et amoureux : Séducteur à marier T3, vol. 639
- Michelle Willingham, La fiancée de l'Irlandais, vol. 640
- Julia Justiss, Le bal des promesses, vol. 641
- Marguerite Kaye, Une scandaleuse lady : Castonbury Park T3, vol. 642
- Terri Brisbin, A la merci du highlander : L'honneur du clan T2, vol. 643
- Jillian Hart, Un mariage tant désiré, vol. 644
- Carol Townend, Les amants de Constantinople : Les fiancées du Bosphore T2, vol. 645
- Anne Herries, Mystérieuse Georgie, vol. 646
- Anne Rossi, Indomptables passions, vol. 647
- Catherine Archer, Le lys et l'épée : Les secrets des Croisés T1, vol. 648
- Ann Lethbridge, La rédemption de lady Claire : Castonbury Park T4, vol. 649
- Terri Brisbin, La tentation du highlander : L'honneur du clan T3, vol. 650
- June Francis, Une héritière à marier, vol. 651
- Carol Townend, Insaisissable Théodora : Les fiancées du Bosphore T3, vol. 652
- Isabelle Goddard, L'audace d'une lady, vol. 653
- Catherine Archer, Sous la protection du chevalier : Les secrets des Croisés T2, vol. 654réédition du n°277 et nouveau titre
- Deborah Hale, Le bal des ombres, vol. 655
- Sarah Mallory, Le secret de minuit, vol. 656
- Terri Brisbin, Une favorite insaisissable : L'honneur du clan T4, vol. 657
- Louise Allen, La perle des Indes, vol. 658
- Michelle Willingham, L'orgueil d'un viking : Le temps des Vikings T1, vol. 659
- Julia Justiss, Un libertin à séduire, vol. 660
- Julie Tetel, Noces à la Cour, vol. 661
- Catherine Archer, L'héritière disparue : Les secrets des Croisés T3, vol. 662réédition du n°282 et nouveau titre
- Bronwyn Scott, Le défi d'une lady, vol. 663
- Carol Townend, Sous la protection de l'ennemi, vol. 664
- Amanda McCabe, Une comtesse en fuite, vol. 665
- Michelle Willingham, L'amant des mers du nord, vol. 666
- Joanna Fulford, La fiancée de Castlemora, vol. 667
- Helen Dickson, La captive des Highlands, vol. 668
- Elizabeth Beacon, L'héritière rebelle, vol. 669
- Joanna Fulford, Sous la protection d'un lord, vol. 670
- Carol Townend, Dans les bras d'un fugitif, vol. 671
- Merline Lovelace, Fiancée et insoumise, vol. 672
- Dorothy Elbury, Le secret du vicomte, vol. 673
- Michelle Willingham & Amanda McCabe & Marguerite Kaye & Linda Skye, Il a suffi d'une nuit - 4 nouvelles inédites, vol. 674
- deborah Hale, L'amant des Highlands, vol. 675
- Gail Ranstrom, Le retour de lord Adam, vol. 676
- Amanda McCabe, Pour la main de Catalina, vol. 677
- Margaret Moore, A la merci du chevalier, vol. 678
- Helen Dickson, La rebelle de Santa Maria, vol. 679
- Blythe Gifford, La révolte d'une châtelaine, vol. 680
- Joanna Fulford, La vengeance du viking, vol. 681
- Michelle Willingham, La fiancée irlandaise, vol. 682réédition du n°454 et nouveau titre
- Margo Maguire, Mariée par le roi, vol. 683
- sarah mallory, Choisie par le lord, vol. 684
- Elisabeth Hobbes, Dans les bras de l'ennemi, vol. 685
- Catherine Archer, Le secret du chevalier, vol. 686
- Ann Lethbridge, L'amant des landes : Passion dans les Highlands T1, vol. 687
- Joanna Fulford, L'épouse du viking :  Indomptables guerriers T2, vol. 688
- Margaret Moore, Une troublante innocence, vol. 689
- Anne Herries, Séduite malgré elle : A la cour d'Aliénor T1, vol. 690
- Juliet Landon, Aux ordres du roi, vol. 691
- Denise Lynn, Une indomptable captive, vol. 692
- Marguerite Kaye, Rebelle et amoureuse, vol. 693
- Ann Lethbridge, Sous la protection de l'Ecossais : Passion dans les Highlands T2, vol. 694
- Carol Townend, Son mystérieux fiancé : Chevaliers des terres de Champagne T1, vol. 695
- Patricia Frances Rowell, Le château des neiges, vol. 696
- Anne Herries, L'honneur d'un chevalier : A la cour d'Aliénor T2, vol. 697
- Margaret Mcphee, Par un soir de bal, vol. 698
- Blythe Gifford, Pacte avec l'ennemi, vol. 699

### 700
- Ann Lethbridge, La tentation d'un lord : Passion dans les Highlands T3, vol. 700
- Carol Townend, La fille cachée du comte : Chevaliers des terres de Champagne T2, vol. 701
- Mary Nichols, Scandale à Greystone Manor, vol. 702
- Margo Maguire, La dame de feu, vol. 703
- Anne Herries, L'épée et la rose : A la cour d'Aliénor T3, vol. 704
- Christine Merril, Marié à une inconnue : Les diamants disparus - T1, vol. 705
- Margaret Moore, L'épouse du chevalier, vol. 706
- Ann Lethbridge, Rendez-vous en terre d'Ecosse : Passion dans les Highlands T4, vol. 707
- Carol Townend, Le secret d'Elise, vol. 708
- Michelle Styles, Le retour du viking : Vikings T4, vol. 709
- Blythe Gifford, Passion à Cambridge, vol. 710réédition du n°493 et nouveau titre
- Amanda McCabe, La tentation d'une lady, vol. 711réédition du n°499
- Christine Merril, A la merci du marquis : Les diamants disparus T2, vol. 712
- Terri Brisbin, Pour la main d'Arabella : Amants et ennemis T1, vol. 713
- sarah mallory, Les chemins de la passion, vol. 714
- Carol Townend, L'héritière de Sainte-Colombe : Chevaliers des terres de Champagne T4, vol. 715
- Michelle Styles, L'homme venu de la mer, vol. 716
- Margaret Moore, Noces d'opale, vol. 717
- Bronwyn Scott, La rose et le fer : Quatre Anglais sur le continent T1, vol. 718
- Nicole Locke, Un mystérieux chevalier : Lovers & Legends T1, vol. 719
- Michelle Willingham, Le prince oublié : Guerriers d'Irlande T1, vol. 720
- Anne Herries, Séduite par un rebelle, vol. 721
- Michelle Styles, Le chantage du Viking, vol. 722
- Sophia James, Les noces écossaises, vol. 723réédition du n°475
- Bronwyn Scott, La belle de Sienne : Quatre Anglais sur le continent T2, vol. 724
- Margaret Moore, Retrouvailles à Dunborough, vol. 725
- Michelle Willingham, Le secret d'un guerrier : Guerriers d'Irlande T2, vol. 726
- Amanda McCabe, Par-delà les mers, vol. 727
- Michelle Styles, L'épouse de glace, vol. 728
- Joanne Rock, Un amour en Bohême, vol. 729
- Bronwyn Scott, Sous le ciel de Venise : Quatre Anglais sur le continent T3, vol. 730
- Terri Brisbin, La fiancée du Highlander : Amants et ennemis T2 , vol. 731
- Elisabeth Hobbes, La rebelle de Tawstott, vol. 732
- Marguerite Kaye, L'Anglaise et le prince : Nuits d'Arabie T1 , vol. 733
- Harper St. George, La prisonnière du Viking : Les guerriers du nord T1 , vol. 734
- Deborah Simmons, Le cadeau de la reine, vol. 735
- Bronwyn Scott, Un lord très convoité : Quatre Anglais sur le continent T4 , vol. 736
- Nicole Locke, La prisonnière du Highlander : Lovers & Legends T2, vol. 737
- Juliet Landon, La fille cachée du roi, vol. 738
- Harper St. George, L'enfant du Viking : Les guerriers du nord T2 , vol. 739
- Diane Gaston, La rose de l'opéra, vol. 740
- Anne O'Brien, La châtelaine insoumise, vol. 741
- Terri Brisbin, L'héritière des Mac Dougall, vol. 742réédition du n°406
- Nicole Locke, La châtelaine des Highlands : Lovers & Legends T3, vol. 743
- Elisabeth Hobbes, Les noces d'acier, vol. 744
- Greta Gilbert, La belle des pyramides, vol. 745
- Marguerite Kaye, Invitée à la cour d'Orient, vol. 746
- Helen Dickson, Le retour du colonel Grey, vol. 747
- Meriel Fuller, Trahison et passion, vol. 748
- Suzanne Barclay, L'amant écossais, vol. 749réédition du n°429
- Carol Townend, La comtesse sans nom : Chevaliers des terres de Champagne T5 , vol. 750
- Terri Brisbin, Capturée par le highlander : Amants et ennemis T3 , vol. 751
- Eleanor Webster, Mystérieuse Amaryllis, vol. 752
- Laura Martin, L'imposture d'une lady : Intrépides débutantes T1, vol. 753
- Michelle Styles, Un guerrier aux yeux clairs : Vikings T5, vol. 754
- Anne Herries, Dans l'antre du seigneur, vol. 755
- Marguerite Kaye, Dans les bras d'un Highlander, vol. 756
- Julia Justiss, Fascinée par le vicomte : Les gentlemen rebelles T1, vol. 757
- Meriel Fuller, Alinor et le chevalier, vol. 758
- Harper St. George, Dans le lit du guerrier : Les guerriers du nord T3, vol. 759
- Nicole Locke, La captive du Gallois : Lovers & Legends T4, vol. 760
- Eleanor Webster, Une comtesse idéale, vol. 761
- Ruth Langan, L'insoumise des Highlands, vol. 762
- Anne Herries, L'esclave du harem, vol. 763réédition du n°376
- Julia Justiss, Inaccessible duchesse : Les gentlemen rebelles T2, vol. 764
- Elisabeth Hobbes, La vengeance du Saxon, vol. 765
- Marguerite Kaye, La défiance d'un prince : Nuits d'Arabie T3, vol. 766
- Michelle Styles, L'otage du Viking, vol. 767
- Jenni Fletcher, Mariée sous la contrainte, vol. 768
- Suzanne Barclay, La maîtresse du Highlander, vol. 769réédition du n°438
- Joanne Rock, La fiancée captive, vol. 770
- Julia Justiss, La Lady Offensée : Les gentlemen rebelles T3, vol. 771
- Amanda Mccabe, L'appel de la Reine, vol. 772
- Denise Lynn, A la merci du guerrier, vol. 773
- Blythe Gifford, Les mariés de Windsor, vol. 774
- Marguerite Kaye, Une Princesse dans le désert, vol. 775
- Suzanne Barclay, Le secret des Hautes Terres, vol. 776réédition
- Lyn Stone, Le seigneur de Trouville, vol. 777réédition du n°319
- Julia Justiss, Leçon pour un séducteur : Les gentlemen rebelles T4, vol. 778
- Meriel Fuller, Un ennemi au château, vol. 779
- Amanda Mccabe, Pour un baiser de son ennemie, vol. 780
- Juliet Landon, Enlevée par le viking, vol. 781
- Laura Martin, Le secret du châtelain : Intrépides débutantes T2, vol. 782
- Denise Lynn, Mariée au nom du roi, vol. 783réédition du n°591
- Marguerite Kaye, La promesse du Highlander, vol. 784réédition du n°572
- Nicole Locke, Un chevalier pour protecteur : Lovers & Legends T5, vol. 785
- Terri Brisbin, Un dangereux Highlander : Amants et Ennemis T4, vol. 786
- Blythe Gifford, Sur ordre du duc, vol. 787
- June Francis, Fiancée par devoir, vol. 788
- Georgie Lee, La belle de Huntford Place : La saison des gouvernantes T1, vol. 789
- Merline Lovelace, La rançon du désir, vol. 790réédition du n°191
- Michelle Willingham, La femme du guerrier, vol. 791réédition du n°462
- Helen Dickson, Sous l'emprise du chevalier, vol. 792
- Michelle Willingham, La nuit de l'interdit : Coeur de guerrier T1, vol. 793
- Blythe Gifford, Un mystérieux hors-la-loi, vol. 794
- Meriel Fuller, La Lady insoumise, vol. 795
- Laura Martin, Une audacieuse gouvernante : La saison des gouvernantes T2, vol. 796
- Michelle Styles, La princesse et le Viking, vol. 797réédition du n°507
- Elizabeth Mayne, Les mariés des Highlands, vol. 798réédition du n°358
- Elisabeth Hobbes, L'honneur de Lucy, vol. 799

### 800
- Jenni Fletcher, Un chevalier pour ennemi, vol. 800
- Helen Dickson, Fascinée par le lord, vol. 801
- Harper St. George, Captive d'un viking : Les guerriers du nord T4, vol. 802
- Liz Tyner, Épouse par devoir : La saison des gouvernantes T3, vol. 803
- Denise Lynn, Les feux de la passion : Les chevaliers de la couronne T1, vol. 804réédition du n°480
- Michelle Willingham, L'insoumise et l'Irlandais, vol. 805réédition du n°518
- Michelle Willingham, Entre les bras d'un rival : Coeur de guerrier T2, vol. 806
- Helen Dickson, Le triomphe d'une orpheline, vol. 807
- Juliet Landon, L'héritière et le marchand, vol. 808
- Michelle Willingham, Mariée à un Highlander : Le clan des MacKinloch T1, vol. 809
- Janice Preston, Le silence d'une gouvernante : La saison des gouvernantes T4, vol. 810
- Denise Lynn, Le serment trahi : Les chevaliers de la couronne T2, vol. 811réédition du n°486
- Michelle Styles, Captive du Viking : Vikings T1, vol. 812réédition du n°504
- Nicole Locke, La belle et le félon : Lovers & Legends T6, vol. 813
- Michelle Willingham, Vengeance au goût de fiel ; le retour d'une ombre ; le souffle du pardon, vol. 814
- Michelle Willingham, Séduite par un Highlander : Le clan des MacKinloch T2, vol. 815
- Michelle Styles, Complots et alliances, vol. 816
- Bronwyn Scott, L'amante russe : Princes des steppes T1, vol. 817
- Denise Lynn, La courtisane d'Aliénor : Les chevaliers de la couronne T3, vol. 818réédition du n°462
- Elizabeth Mayne, La captive de Blackstone, vol. 819réédition du n°405
- Carol Townend, La princesse d'Alhambra : Princesses d'Alhambra T1, vol. 820
- Meriel Fuller, La trahison d'une lady, vol. 821
- Michelle Willingham, Un Highlander pour prisonnier : Le clan des MacKinloch T3, vol. 822
- Greta Gilbert, Au service de l'ennemi, vol. 823
- Bronwyn Scott, Un prince pour une débutante : Princes des steppes T2, vol. 824
- Anne Herries, La mystérieuse naufragée : Melford dynasty T3, vol. 825réédition du n°550
- Debra Lee Brown, La maîtresse du guerrier, vol. 826
- Jacqueline Navin, Un viking pour protecteur, vol. 827
- Juliette Miller, Silence sur les Highlands, vol. 828
- Denise Lynn, La promise du guerrier, vol. 829
- Georgie Lee, Captive d'un brigand, vol. 830
- Bronwyn Scott, Le réveil d'une princesse : Princes des steppes T3, vol. 831
- Joanna Fulford, La rebelle et le Viking, vol. 832réédition du n°536
- Denise Lynn, La colombe et le faucon, vol. 833réédition du n°270
- Brenda Joyce, La rose et le Highlander, vol. 834
- Anne Herries, L'enlèvement d'une promise, vol. 835
- Michelle Willingham, Conquise par un guerrier irlandais, vol. 836
- Terri Brisbin, Mystères sur les Highlands : Amants et ennemis T5, vol. 837
- Bronwyn Scott, Prince malgré lui : Princes des steppes T4, vol. 838
- Margaret Moore, La fiancée des Highlands, vol. 839réédition du n°554
- Juliet Landon, Les fiancés de la couronne, vol. 840réédition du n°344
- Michelle Styles, Un coeur à apprivoiser, vol. 841
- Anne Herries, Sous la protection du croisé, vol. 842
- Nicola Cornick, La belle et le Highlander, vol. 843
- Helen Dickson, Le tourbillon du scandale, vol. 844
- Christine Merrill, Un baiser défendu : Au service des Strickland T1, vol. 845
- Catherine Archer, Le pacte du Dragon : La saga du dragon T1, vol. 846
- Terri Brisbin, La rose interdite, vol. 847
- Anne Herries, Deux roses pour un coeur : Melford dynasty T1, vol. 848
- Michelle Willingham, Le sort d'un Irlandais : Coeur de guerrier T3, vol. 849
- Nicola Cornick, L'inconnu du bal : Les héritières MacMorlan T2, vol. 850
- Michelle Styles, La missive oubliée, vol. 851
- Christine Merrill, L'honneur d'une Strickland : Au service des Strickland T2, vol. 852
- Catherine Archer, Le chevalier du dragon : La saga du dragon T2, vol. 853réédition du n°277
- Michelle Willingham, La dame de Rionallis, vol. 854réédition du n°454
- Michelle Styles, Un scandale à Rome, vol. 855
- Meriel Fuller, Un Viking pour défenseur, vol. 856
- Blythe Gifford, Un trône en jeu, vol. 857
- Michelle Styles, Leçon pour une débutante, vol. 858
- Christine Merrill, Le manoir de Clairemont, vol. 859
- Catherine Archer, La fille du dragon : La saga du dragon T3, vol. 860réédition du n°282
- Julia Byrne, La maîtresse du viking, vol. 861réédition du n°364
- Nicole Locke, Le retour d'un chevalier, vol. 862
- Jenni Fletcher, L'épouse du guerrier, vol. 863
- Nicola Cornick, le secret des Highlands : Les héritières MacMorlan T3, vol. 864
- Amanda Mccabe, Complot dans la capitale : Trois débutantes à Paris T1, vol. 865
- Bronwyn Scott, Sous le charme d'un vicomte : Dentelles & trahisons T1, vol. 866
- Joanna Fulford, La vengeance du viking, vol. 867réédition du n°681
- Juliette Miller, La rose des Highlands : Le Clan Mackenzie T1, vol. 868réédition du n°604 de la coll. « Best Sellers »
- Harper St. George, Le frisson d'une Saxonne, vol. 869
- Elisabeth Hobbes, Perdue au coeur des Highlands : The Lochmore legacy T3, vol. 870
- Meriel Fuller, Le chevalier au rubis, vol. 871
- Amanda Mccabe, L'envol des convenances : Trois débutantes à Paris T2, vol. 872
- Bronwyn Scott, L'Orient dans son regard : Dentelles & trahisons T2, vol. 873
- Margaret Moore, A la merci du chevalier, vol. 874réédition du n°678
- Margo Maguire, Seigneur et maître, vol. 875réédition du n°313
- Michelle Willingham, Le Highlander et la gouvernante, vol. 876
- Carol Townend, Au secours d'une princesse : Princesses d'Alhambra T2, vol. 877
- Amanda Mccabe, Son fougueux protecteur : Trois débutantes à Paris T3, vol. 878
- Bronwyn Scott, La mystérieuse invitée du bal : Dentelles & trahisons T3, vol. 879
- Margaret Moore, L'épouse du chevalier : Amants et Ennemis T6 et The knights' Prizes T2, vol. 880réédition du n°706
- Juliette Miller, L'étoile des Highlands : Le Clan Mackenzie T2, vol. 881réédition du n°643 de la coll. « Best Sellers »
- Harper St. George, Eprise d'un guerrier viking : Liées à un viking T2, vol. 882
- Janice Preston, Un secret dans les Highlands : The Lochmore legacy T1, vol. 883
- Sarah Mallory, La tentation du comte : Scandales en aristocratie T1, vol. 884
- Bronwyn Scott, L'espoir d'une Lady : Dentelles & trahisons T4, vol. 885
- Margaret Moore, Retrouvailles à Dunborough : The knights' Prizes T3, vol. 886réédition du n°725
- Carol Townend, Son mystérieux fiancé : Chevaliers des terres de Champagne T1, vol. 887réédition du n°695
- Elisabeth Hobbes, La belle et l'écuyer, vol. 888
- Lara Temple, Pour le coeur du highlander : The Lochmore legacy T2, vol. 889
- Sarah Mallory, Un lord pour protecteur : Scandales en aristocratie T2, vol. 890
- Nicole Locke, Le pacte du chevalier, vol. 891
- Blythe Gifford, La révolte d'une chatelaine, vol. 892réédition du n°680
- Carol Townend, La fille cachée du Comte : Chevaliers des terres de Champagne T2, vol. 893réédition du n°701
- Michelle Willingham, A la merci du Viking : Les guerriers d'Odin T1, vol. 894
- Nicole Locke, Les secrets du Highlander : The Lochmore legacy T4, vol. 895
- Sarah Mallory, Une lady en fuite : Scandales en aristocratie T3, vol. 896
- Elisabeth Hobbes, Le naufragé sans passé, vol. 897
- Louise Allen, Le frisson de la passion ; un délicieux compromis ; le secret d'une rose, vol. 898
- Carol Townend, Le secret d'Elise : Chevaliers des terres de Champagne T3, vol. 899

### 900
- Harper St.George, Un viking pour captif : Les guerriers d'Odin T2, vol. 900
- Marguerite Kaye, Union de convenance dans les Highlands, vol. 901
- Nicole Locke, Entre les mains du chevalier : The knights' Prizes T1, vol. 902
- Bronwyn Scott, Le secret de lord Lynford : Seigneurs de Cornouailles T1, vol. 903
- Michelle Styles, Le chantage du viking : Vikings T3, vol. 904
- Carol Townend, l'héritière de Sainte-Colombe : Chevaliers des terres de Champagne T4, vol. 905réédition du n°715
- Michelle Styles, Sous la protection du viking : Les guerriers d'Odin T3, vol. 906
- Ella Matthews, Le chevalier aux yeux sombres, vol. 907
- Meriel Fuller, Au secours d'une damoiselle : Amants & Ennemis T6, vol. 908
- Bronwyn Scott, La promise de lord Trevethow : Seigneurs de Cornouailles T2, vol. 909
- Sophia James, Les noces écossaises, vol. 910réédition du 723
- Carol Townend, La comtesse sans nom : Chevaliers des Terres de Champagne T5, vol. 911réédition du n°750
- Jenni Fletcher, Au secours du viking : Les guerriers d'Odin T4, vol. 912
- Millie Adams, Promise à un highlander : Amants & ennemis T7, vol. 913
- Nicole Locke, La jouvencelle et le chevalier, vol. 914
- Bronwyn Scott, La tentation de Lord Tintagel : Seigneurs de Cornouailles T3, vol. 915
- Harper St-George, La prisonnière du viking : Les guerriers du Nord T1, vol. 916réédition du n°734
- Ruth Langan, L'insoumise des Highlands : Highlands T6, vol. 917réédition du n°762
- Terri Brisbin, La rivale du viking : Les guerriers d'Odin T5, vol. 918
- Sarah Mallory, Le retour d'un Seigneur : Passions écossaises T1, vol. 919
- Carol Townend, Une princesse pour trophée : Princesses d'Alhambra t3, vol. 920
- Bronwyn Scott, Le secret du duc de Newlyn : Seigneurs de Cornouailles T4, vol. 921
- Harper St George, L'enfant du viking : Les guerriers du Nord T2, vol. 922réédition du n°739
- Nicole Locke, Prisonnière d'un highlander, vol. 923réédition du n°737
- Michelle Styles, Le pacte du viking : Serment et guerriers T1, vol. 924
- Sarah Mallory, Sauvée par un highlander : Passions écossaises T2, vol. 925
- Melissa Oliver, L'héritière indomptable : Illustres chevaliers T1, vol. 926
- Jenni Fletcher, La belle et le capitaine, vol. 927
- Harper St George, Dans le lit du guerrier : Les guerriers du Nord T3, vol. 928réédition du n°759
- Michelle Willingham, Le prince oublié : Guerriers d'Irlande T1, vol. 929réédition du n°720
- Michelle Styles, La promise du viking : Serment et guerriers T2, vol. 930
- Jeanine Englert, L'enfant secret du highlander, vol. 931
- Melissa Oliver, La rédemption d'un chevalier : Illustres chevaliers T2, vol. 932
- Louise Allen, La proposition du comte de Kendall, vol. 933
- Harper St-George, Captive d'un viking : Les guerriers du Nord T4, vol. 934réédition du n°802
- Terri Brisbin, L'héritière des Mac Dougall, vol. 935réédition du n°742
- Caitlin Crews, Un viking pour geôlier, vol. 936
- Terri Brisbin, L'écossaise insoumise, vol. 937
- Melissa Oliver, La renaissance d'un chevalier : Illustres chevaliers T3, vol. 938
- Virginia Heath, Un comte en disgrâce : Scandaleuses liaisons T1, vol. 939
- Michelle Willingham, Le secret d'un guerrier : Guerriers d'Irlande T2, vol. 940réédition du n°726
- Suzanne Barclay, La maîtresse du Highlander : Carmichael Lion T5, vol. 941réédition du n°769
- Lucy Morris, Dans les bras du viking : Vikings & Highlanders T3, vol. 942
- Ella Matthews, Sous la protection du guerrier, vol. 943
- Jenni Fletcher, Une passion clandestine, vol. 944
- Virginia Heath, Sous le charme du capitaine : Scandaleuses liaisons T2, vol. 945
- Anne Herries, L'esclave du harem, vol. 946réédition du n°763
- Michelle Style, L'otage du viking : Amants & ennemis T8, vol. 947
- Michelle Style, L'otage du viking : Western Isles viking T1, vol. 947réédition du n°767
- Lucy Morris, Une alliance viking, vol. 948
- Nicole Locke, La légende du highlander, vol. 949
- Ella Matthews, Le choix du guerrier, vol. 950
- Virginia Heath, Une lady à conquérir : Scandaleuses liaisions T3, vol. 951
- Suzanne Barclay, L'amant écossais : Carmichael Lion T4, vol. 952réédition du n°749
- Elizabeth Maine, La captive de Blackstone : Amants & Ennemis T9, vol. 953réédition du n°819

### Hors-série
- Patricia Matthews, L'étoile du Cachemire
- Shirley Larson, Vengeance et passion
- Jean-Baptiste, Aurore ou le secret des rois
- Suzanne Barclay, Le chevalier de l'hiver
- Lucy Gordon, Princesse Tsigane
- Helen Dickson, L'héritier impromptu
- Polly Forrester, La maîtresse du barbare
- Paula Marshall, Amour et déraison
- Helen Dickson, Un époux en héritage

#### Exclusivités ebook
- Amanda McCabe, Le ravissement d'une lady (fait partie du n° 674 - 4/4)
- Christine Merrill, La duchesse insoumise (réédition du n° 384 le château des passions)
- Greta Gilbert, Le désir pour seul maître
- Linda Skye, Dans les bras du seigneur (fait partie du n° 674 - 3/4)
- Linda Skye, Une mystérieuse concubine
- Louise Allen, Un secret d'alcôve (voir aussi n°328)
- Margaret Mcphee, Un époux à conquérir
- Margaret Moore, Le bouclier d'airain (voir aussi n°95)
- Marguerite Kaye, Courtisane malgré elle (fait partie du n° 674 - 1/4)
- Michelle Willingham, Initiée par un Viking
- Michelle Willingham, L'innocente du harem (fait partie du n° 674 - 2/4)
- Terri Brisbin, La favorite du roi (voir aussi n° 343)
- Terri Brisbin, Le masque et l'ombrelle (voir aussi n° 339)
- Sarah Malory, Scandales en aristocratie - Série intégrale (comprend les n° 884/890/896)
- Harper St. George, Liées à un viking - Série intégrale (comprend les n° 869/882)
- Bronwyn Scott, Dentelles et trahisons - Série intégrale (comprend les n° 866/873/879/885)